# Ralf Schumacher
Ralf Schumacher (teljes neve: Ralf Karl-Heinz Schumacher), (Hürth-Hermülheim, 1975. június 30. –) német autóversenyző, volt Formula–1-es pilóta. 2008-tól 2012-ig a DTM-ben a Mercedes versenyzője. Ő a hétszeres Formula–1-es világbajnok, Michael Schumacher öccse.

## A Formula–1 előtt
Ralf Schumacher hároméves korában kezdett el gokartozni Kerpenben, hogy ezzel hat és fél évvel idősebb – és ekkor már évek óta gokartozó – bátyja, Michael nyomdokaiba lépjen. Első jegyzett eredményei a legalsó géposztályból 1991-ből származnak, amikor megnyerte az NRW kupát, a Golden Kupát és a német junior gokartbajnokságot.
1992-ben második helyet szerzett a német gokart bajnokságban és megnyerte a Wolfgang von Trips emlékversenyt Kerpenben.
1993-ban váltott autóversenyzésre és ugyanebben az évben második helyezett lett az ADAC BMW Forma-Junior bajnokságban.
1994-ben bátyja, Michael menedzserének, Willi Webernek a Formula–3-as csapatához (WTS) került, s a német bajnokságban harmadik helyezett lett. 1995-ben ugyanebben a bajnokságban második lett és megnyerte a híres Forma-3-as Makaói Világkupát.
1996-ban Japánba költözött, ahol a japán Forma–3000-nek tartott Formula-Nippon sorozatban versenyzett és egy Reynard Mugen 96D-vel meg is nyerte a bajnokságot. Közben részt vett a japán GT sorozatban is, amelyben Naoki Hattorival párban két futamgyőzelmet szerzett (Sugo, Mine) és a harmadik helyen végzett a bajnokságban egy McLaren F1 GTR sportautó volánjánál.

## A Formula–1-ben

### Jordan
A Japánban eltöltött sikeres év után Ralf Schumacher tesztelhetett a McLaren-Mercedesszel, ám a wokingi csapat csak tesztpilótaként alkalmazta volna, s ezzel az ajánlattal sem Ralf, sem menedzsere nem volt elégedett. A német versenyző végül a Jordan csapattal debütálhatott a Formula–1-ben 1997-ben, akárcsak hat évvel korábban bátyja. Michaellel ellentétben azonban Ralf nem csupán egy verseny erejéig maradt az ír istállónál, hanem két évig.
Ralf mindössze harmadik Formula–1-es futamán, az 1997-es argentin nagydíjon a dobogón végzett (harmadik hely), s ezt akkor kisebbfajta szenzációként értékelték. Ugyanakkor a német versenyző a 17 versenyből álló szezonban mindössze hét alkalommal ért célba, ezért meg kellett elégednie a világbajnoki pontverseny 11. helyével, összesen 13 ponttal. Csapattársa, Giancarlo Fisichella 20 ponttal 8. volt.
1998-ban Ralf kétszer állhatott dobogóra – köztük az esős belga nagydíjon, ahol csapatutasításra nem támadhatta a versenyben vezető csapattársát, Damon Hillt, így második lett. A másik dobogós helyezését a német versenyző az olasz nagydíjon szerezte, amelyet bátyja, Michael nyert meg a Ferrarival. Ez volt az első alkalom a Formula–1 történetében, hogy két testvér együtt állhatott fel a dobogóra. Ralf a szezon végén 14 ponttal 10. lett. Csapattársa, Hill 20 ponttal a 6. helyen végzett.

### Williams

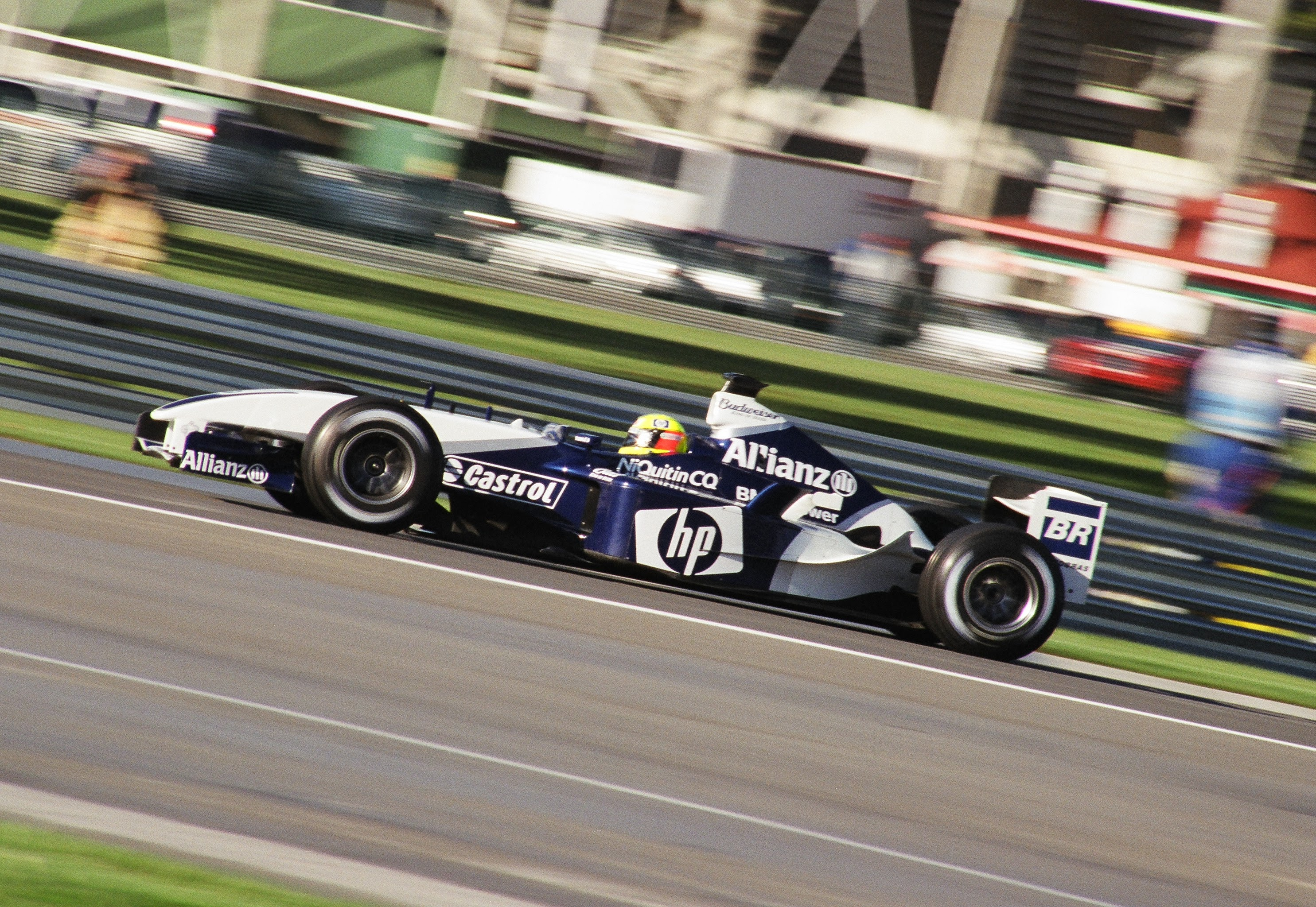
Indianapolis, 2003

Ralf 1999-ben a Williams csapathoz szerződött, ahol a kétszeres CART bajnok, Alessandro Zanardi lett a csapattársa. A Williams ebben a szezonban még a gyenge Supertec-motort használta, ám szerződést kötöttek a BMW-vel, amely 2000-től lépett életbe. Ralf egyedül vitte a csapatot a vállán, hiszen ő 35 ponttal 6. lett a bajnokságban, míg Zanardi egyetlen pontot sem szerzett.
2000-ben a Williams először szerepelt BMW motorral, és Ralf ismét új csapattársat kapott az újonc Jenson Button személyében. Schumacher legjobb eredménye három harmadik hely volt a szezon során (Melbourne, Spa-Francorchamps, Monza), a világbajnokságban pedig 24 ponttal ötödik lett. Button 12 ponttal a 8. helyen végzett.
2001-ben újabb CART bajnok érkezett Ralf mellé csapattársnak, a Williams ugyanis leszerződtette a kolumbiai Juan Pablo Montoyát. Ralf ebben a szezonban aratta le Formula–1-es pályafutása első futamgyőzelmét Imolában, majd Montrealban és Hockenheimban is diadalmaskodott. A szezon végén 49 ponttal a világbajnoki pontverseny negyedik helyén végzett bátyja, Michael (Ferrari), David Coulthard (McLaren-Mercedes) és Rubens Barrichello (Ferrari) mögött.
2002-ben az ifjabbik Schumacher megnyerte a Malajziai Nagydíjat, de összességében kevésbé volt sikeres, mint az előző szezonban. A világbajnokságban ismét negyedik lett (42 pont), ám ezúttal csapattársa, Montoya előtte végzett a harmadik helyen (50 pont).
2003-ban még nagyobb volt a különbség Montoya javára: a kolumbiai 82 pontot szerzett a szezon során és harmadik lett a pontversenyben, míg Ralf 58 ponttal ötödik. Igaz, a német versenyzőnek ki kellett hagynia az olasz nagydíjat, mivel előző héten megsérült egy tesztbaleset során. Ebben a szezonban Ralf két futamot nyert: a Nürburgringen és Magny-Cours-ban.
2004-ben a fiatalabb Schumachernek három igazán emlékezetes versenye volt. Az első a kanadai nagydíj, amelynek mindkét időmérő edzésén a leggyorsabb volt, a versenyen pedig második lett bátyja mögött, ám a futamot követően szabálytalan fékek miatt kizárták a Williams és a Toyota versenyzőit.
A következő futamon, az indianapolisi amerikai nagydíjon Ralf gumidefekt miatt óriási sebességgel a híres ovál-kanyart határoló falba csapódott Williamsével, és néhány pillanatra az eszméletét is elvesztette. Végül megúszta két kisebb repedéssel a gerincében, amelynek hosszú távú hatása nem volt, ám így is ki kellett hagynia a soron következő hat futamot.
A harmadik emlékezetes futama a japán nagydíj volt, amelyen második lett két futammal a balesetét követő visszatérés után. A világbajnokságban 24 ponttal kilencedik lett ebben a csonka szezonjában.

### Toyota

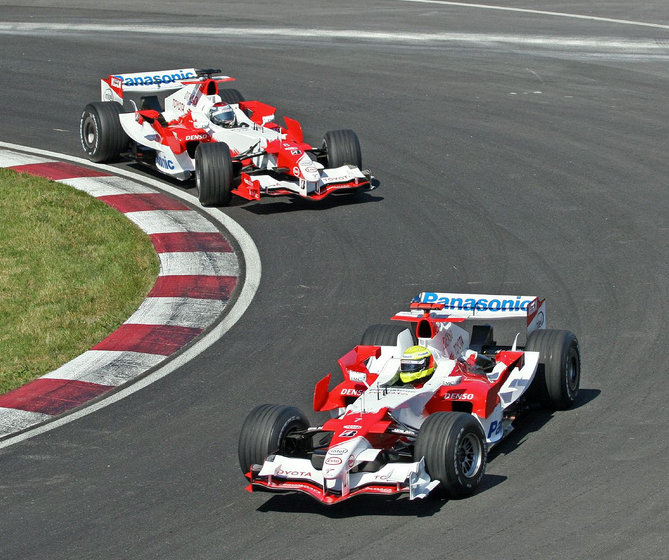
2006, Kanada

A Williams csapat mindig is hírhedt volt arról, hogy hűvös a légkör és az érzékenyebb versenyzők nehezen illeszkednek be a csapatba. Az addigi harmónia már 2003-ban megbomlott az istállónál, mert Montoya úgy érezte, hogy a francia nagydíjon előnyben részesítették vele szemben Ralf Schumachert. A kolumbiai nem sokkal később 2005-től érvényes szerződést írt alá a McLarennel.
De Ralf sem érezte jól magát a csapatban ezért ő is új istálló után nézett. Sikerült is megállapodnia a pénzes, de addig nem túl sikeres Toyotával. Ralf ezzel a szerződéssel az akkori mezőny második legjobban fizetett versenyzője lett testvére mögött.
2005-ben tehát új fejezet kezdődött Ralf pályafutásában a Toyotánál, ahol csapattársa az a Jarno Trulli volt, aki előző évben nemcsak hogy lépést tudott tartani Fernando Alonsóval a Renault-nál, de amikor szezon közben elbocsátották, több ponttal is rendelkezett, mint a spanyol.
A Toyota TF105 nem feküdt Ralf vezetési stílusának és a szezon első 12 futamán Trulli egyértelműen fölé nőtt. A szezon utolsó három versenyére azonban elkészült a TF105B, s ekkor Ralf teljesítménye is látványosan javult. Némileg szerencsés körülmények között (változékony időjárás), de a japán nagydíjon a pole-pozíciót is megszerezte, a kínai nagydíjon pedig a harmadik helyen végzett. A világbajnoki pontversenyben 45 ponttal hatodik lett – 2 ponttal megelőzve Trullit.
A 2005/2006-os Formula–1-es téli szünet egyik legnagyobb híre az volt, hogy Ralf megvált addigi menedzserétől, Willi Webertől, aki innentől fogva már csak az idősebb Schumacher útját egyengette. Ralf nem alkalmazott új menedzsert, hanem ügyei intézését sajtóirodájának adta át.
A 2006-os szezonban a legjobb eredménye az ausztrál nagydíjon elért 3. hely volt, ez a dobogós helyezés volt az egyetlen a csapat számára. A világbajnoki pontverseny 10. helyén végzett 20 ponttal.
A 2007-es szezont egy pontszerzéssel nyitotta, Ausztráliában 8. helyen intették le, ezzel megszerezte a csapat azévi első pontját. Bár az autó sem volt versenyképes, ennek ellenére teljesítménye messze elmaradt a várakozásoktól. Mindössze további két alkalommal tudott pontot szerezni csak, Kanadában 8. lett, a Hungaroringen pedig a 6. lett. A világbajnoki pontverseny 16. helyén végzett 5 ponttal. Csapattársa, Trulli 8 ponttal a 13. helyen végzett. Hogy nagyobb esély maradjon a toyotás helyének megtartására, felajánlotta, hogy évi 22 millió dolláros fizetése helyett hajlandó csak évi 5 millió dollárt kérni. Azonban nem tudott megegyezni a csapattal, így 2007. október 1-jén bejelentette hivatalos weboldalán, hogy elhagyja a Toyota csapatát.

### Tesztelés a Force Indiának
A Toyotától három, viszonylag sikertelen – és a különösen pocsék utolsó – szezon után 2007-ben távozott Ralf Schumachert nem árasztották el ajánlatokkal 2008-ra, így jobb híján elfogadta a 2007-ben még Spyker, ám az indiai Vijay Mallya színre lépése után immár Force India-néven szereplő istálló teszt-ajánlatát. A csapat egyetlen szabad üléséért (Adrian Sutilnak biztos volt a helye) komoly harc zajlott, mert többek közt Giancarlo Fisichella, Vitantonio Liuzzi, Franck Montagny, és Christian Klien is tesztelt az autóval Jerezben. Schumacher utolsó lett a teszt során, ráadásul műszaki hiba, illetve kicsúszás is hátráltatta a munkáját. Vijay Mallya később úgy nyilatkozott, nem is akarták Ralfot szerződtetni, csak arra volt a istálló kíváncsi, hogy mi a véleménye az autóról.

### Teljes Formula–1-es eredménysorozata
(Táblázat értelmezése)

(Félkövér: pole-pozícióból indult; dőlt: leggyorsabb kört futott) 

| Év   | Csapat   | 1      | 2      | 3      | 4      | 5      | 6      | 7      | 8       | 9      | 10      | 11      | 12      | 13      | 14      | 15      | 16     | 17     | 18     | 19    | Helyezés | Pont |
| ---- | -------- | ------ | ------ | ------ | ------ | ------ | ------ | ------ | ------- | ------ | ------- | ------- | ------- | ------- | ------- | ------- | ------ | ------ | ------ | ----- | -------- | ---- |
| 1997 | Jordan   | AUS Ki | BRA Ki | ARG 3  | SMR Ki | MON Ki | ESP Ki | CAN Ki | FRA 6   | GBR 5  | GER 5   | HUN 5   | BEL Ki  | ITA Ki  | AUT 5   | LUX Ki  | JPN 9  | EUR Ki |        |       | 11.      | 13   |
| 1998 | Jordan   | AUS Ki | BRA Ki | ARG Ki | SMR 7  | ESP 11 | MON Ki | CAN Ki | FRA 16  | GBR 6  | AUT 5   | GER 6   | HUN 9   | BEL 2   | ITA 3   | LUX Ki  | JPN Ki |        |        |       | 10.      | 14   |
| 1999 | Williams | AUS 3  | BRA 4  | SMR Ki | MON Ki | ESP 5  | CAN 4  | FRA 4  | GBR 3   | AUT Ki | GER 4   | HUN 9   | BEL 5   | ITA 2   | EUR 4   | MAL Ki  | JPN 5  |        |        |       | 6.       | 35   |
| 2000 | Williams | AUS 3  | BRA 5  | SMR Ki | GBR 4  | ESP 4  | EUR Ki | MON Ki | CAN 14  | FRA 5  | AUT 14  | GER 7   | HUN 5   | BEL 3   | ITA 3   | USA Ki  | JPN Ki | MAL Ki |        |       | 5.       | 24   |
| 2001 | Williams | AUS Ki | MAL 5  | BRA Ki | SMR 1  | ESP Ki | AUT Ki | MON Ki | CAN 1   | EUR 4  | FRA 2   | GBR Ki  | GER 1   | HUN 4   | BEL 7   | ITA 3   | USA Ki | JPN 6  |        |       | 4.       | 49   |
| 2002 | Williams | AUS Ki | MAL 1  | BRA 2  | SMR 3  | ESP 11 | AUT 4  | MON 3  | CAN 7   | EUR 4  | GBR 8   | FRA 5   | GER 3   | HUN 3   | BEL 5   | ITA Ki  | USA 16 | JPN 11 |        |       | 4.       | 42   |
| 2003 | Williams | AUS 8  | MAL 4  | BRA 7  | SMR 4  | ESP 5  | AUT 6  | MON 4  | CAN 2   | EUR 1  | FRA 1   | GBR 9   | GER Ki  | HUN 4   | ITA Bet | USA Ki  | JPN 12 |        |        |       | 5.       | 58   |
| 2004 | Williams | AUS 4  | MAL Ki | BHR 7  | SMR 7  | ESP 6  | MON 10 | EUR Ki | CAN Kiz | USA Ki | FRA Sér | GBR Sér | GER Sér | HUN Sér | BEL Sér | ITA Sér | CHN Ki | JPN 2  | BRA 5  |       | 9.       | 24   |
| 2005 | Toyota   | AUS 12 | MAL 5  | BHR 4  | SMR 9  | ESP 4  | MON 6  | EUR Ki | CAN 6   | USA Vi | FRA 7   | GBR 8   | GER 6   | HUN 3   | TUR 12  | ITA 6   | BEL 7  | BRA 8  | JPN 8  | CHN 3 | 6.       | 45   |
| 2006 | Toyota   | BHR 14 | MAL 8  | AUS 3  | SMR 9  | EUR Ki | ESP Ki | MON 8  | GBR Ki  | CAN Ki | USA Ki  | FRA 4   | GER 9   | HUN 6   | TUR 7   | ITA 15  | CHN Ki | JPN 7  | BRA Ki |       | 10.      | 20   |
| 2007 | Toyota   | AUS 8  | MAL 15 | BHR 12 | ESP Ki | MON 16 | CAN 8  | USA Ki | FRA 10  | GBR Ki | EUR Ki  | HUN 6   | TUR 12  | ITA 15  | BEL 10  | JPN Ki  | CHN Ki | BRA 11 |        |       | 16.      | 5    |

### Futamgyőzelmei
| Év   | Nagydíj              |
| ---- | -------------------- |
| 2001 | San Marinó-i nagydíj |
| 2001 | Kanadai nagydíj      |
| 2001 | Német Nagydíj        |
| 2002 | Maláj nagydíj        |
| 2003 | Európai nagydíj      |
| 2003 | Francia nagydíj      |

## Magánélete
Ralf Schumacher 2001. október 5-én vette feleségül Cora Brinkmann fotómodellt. Cora gyakran szerepel a német társasági lapokban, vezetett televízió műsort Németországban („Top of the Pops”) és hobbi szinten autóversenyzéssel is foglalkozik (Mini Challenge).
Egy fiuk van, David (született: 2001. október 23.). A család Salzburgban, Ausztriában élt, majd 2015-ben Ralf és Cora elváltak.
2024 júliusában az Instagramon nyilvánosan felvállalta, hogy meleg.

## Becenevek
Sokszor illetik a "kis Schumi" becenévvel a nemzetközi médiában.